# Deporte en el Reino Unido

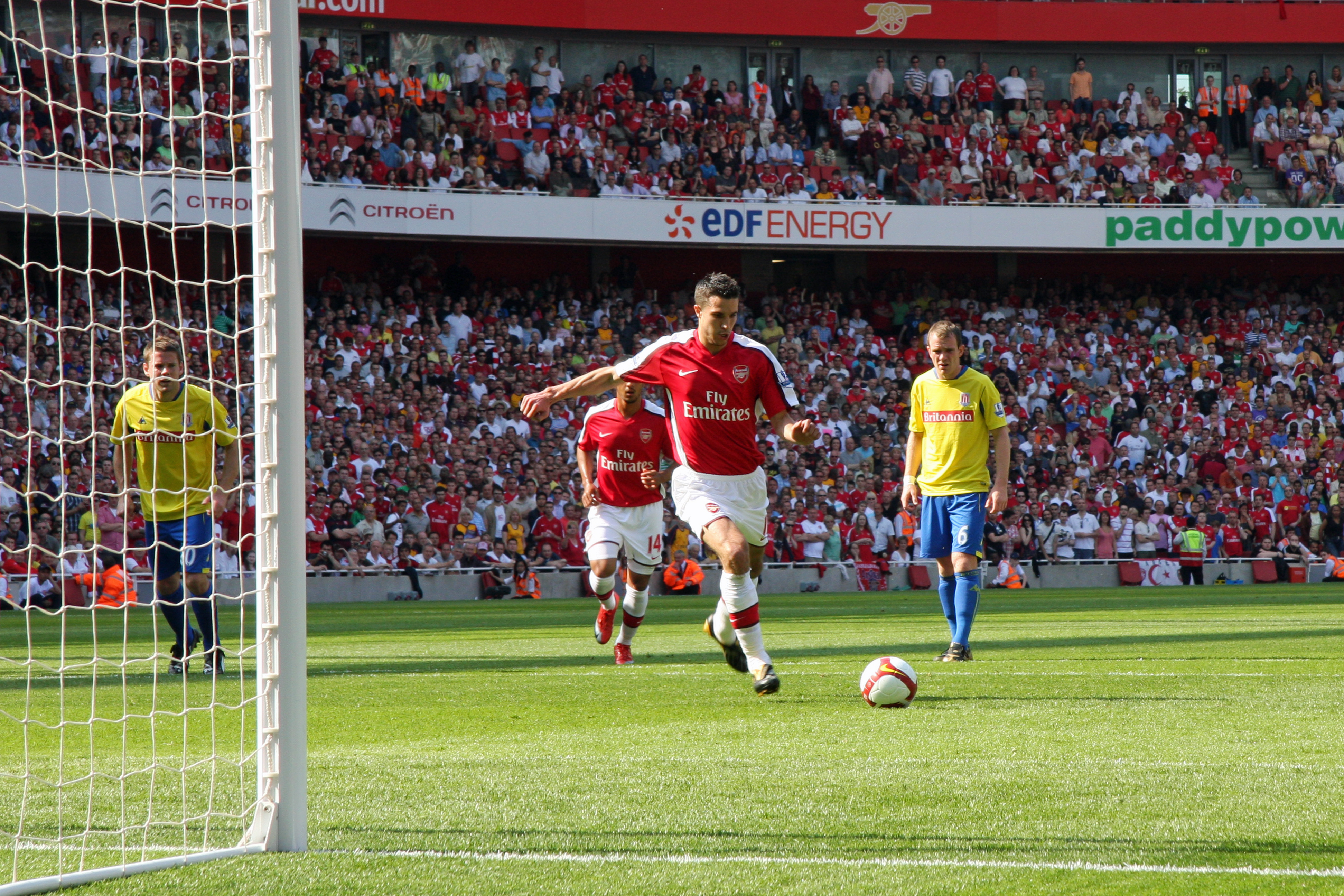
Robin van Persie se prepara para golpear el balón en un partido de la Premier League del fútbol inglés entre Arsenal y Stoke City

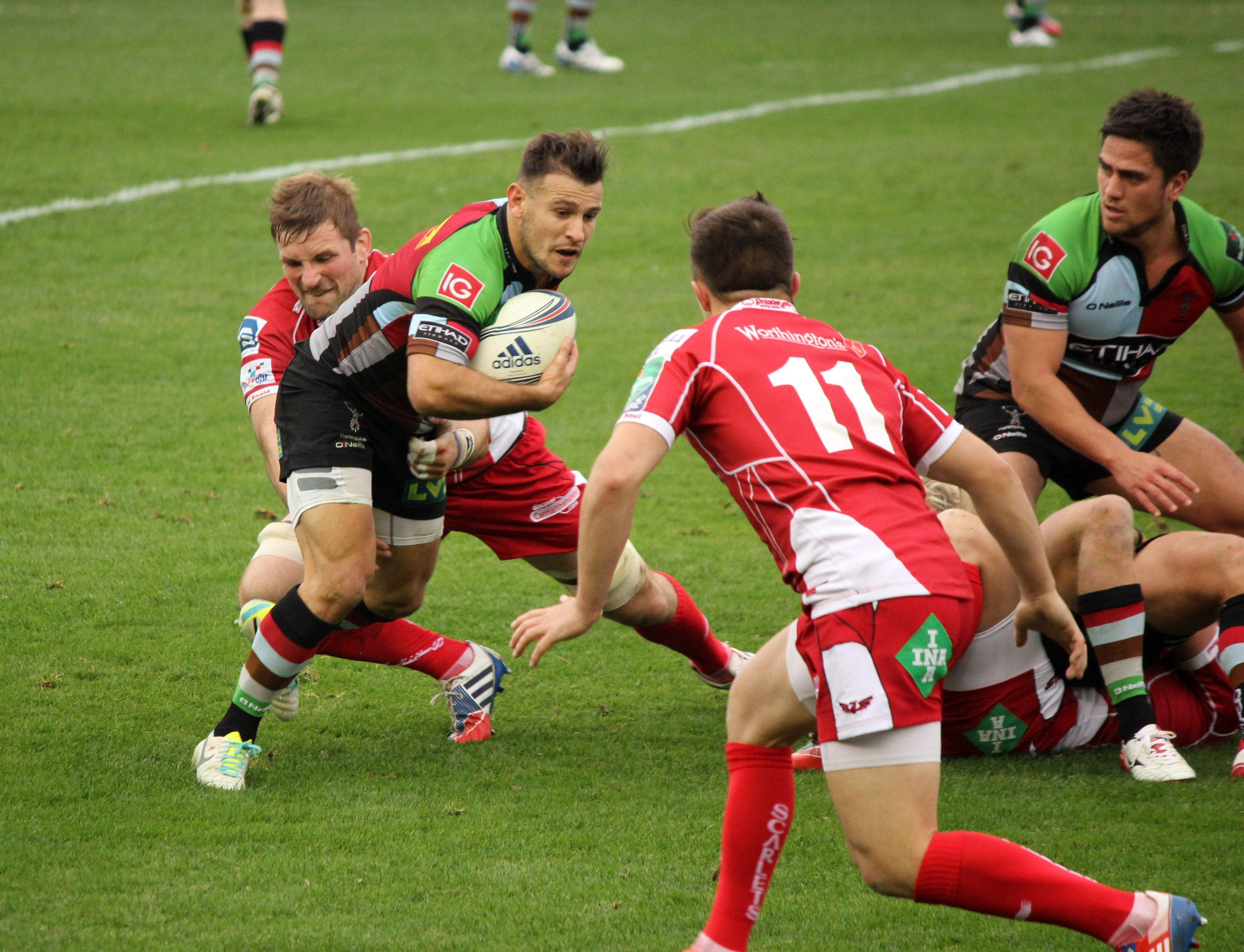
Partido de la Copa Heineken de rugby entre Harlequin y Scarlets

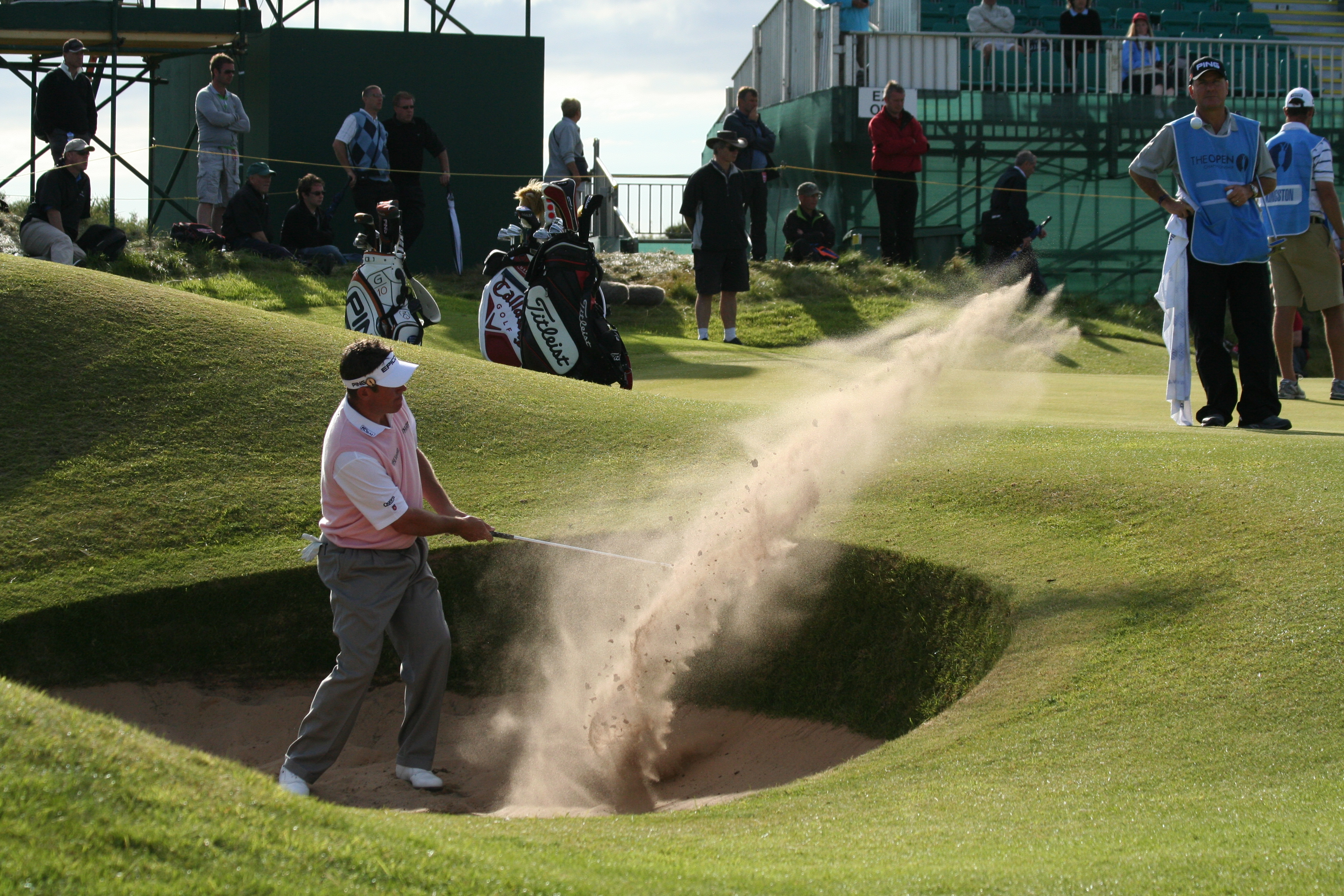
Lee Westwood en el Abierto Británico de Golf de 2008

John McGuinness en el TT Isla de Man 2007

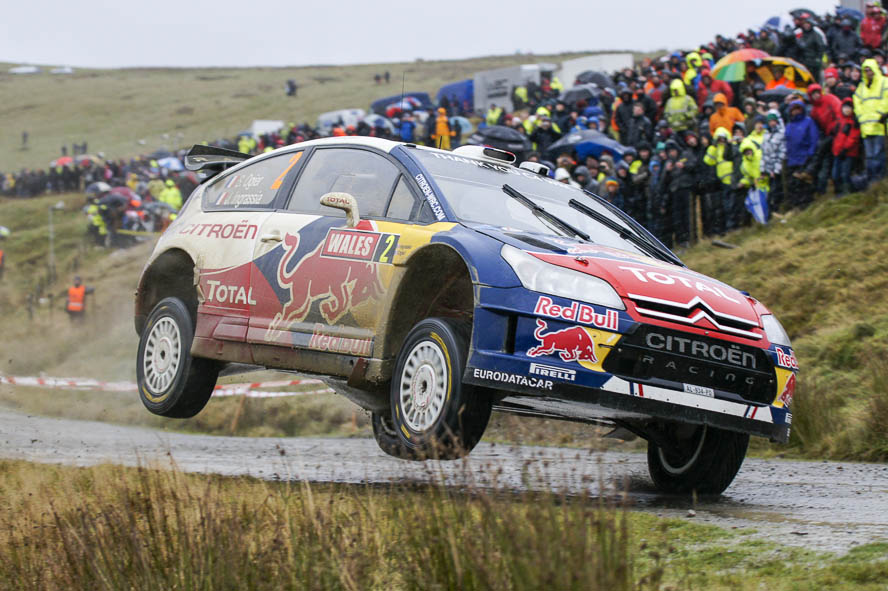
Rally de Gran Bretaña de 2010

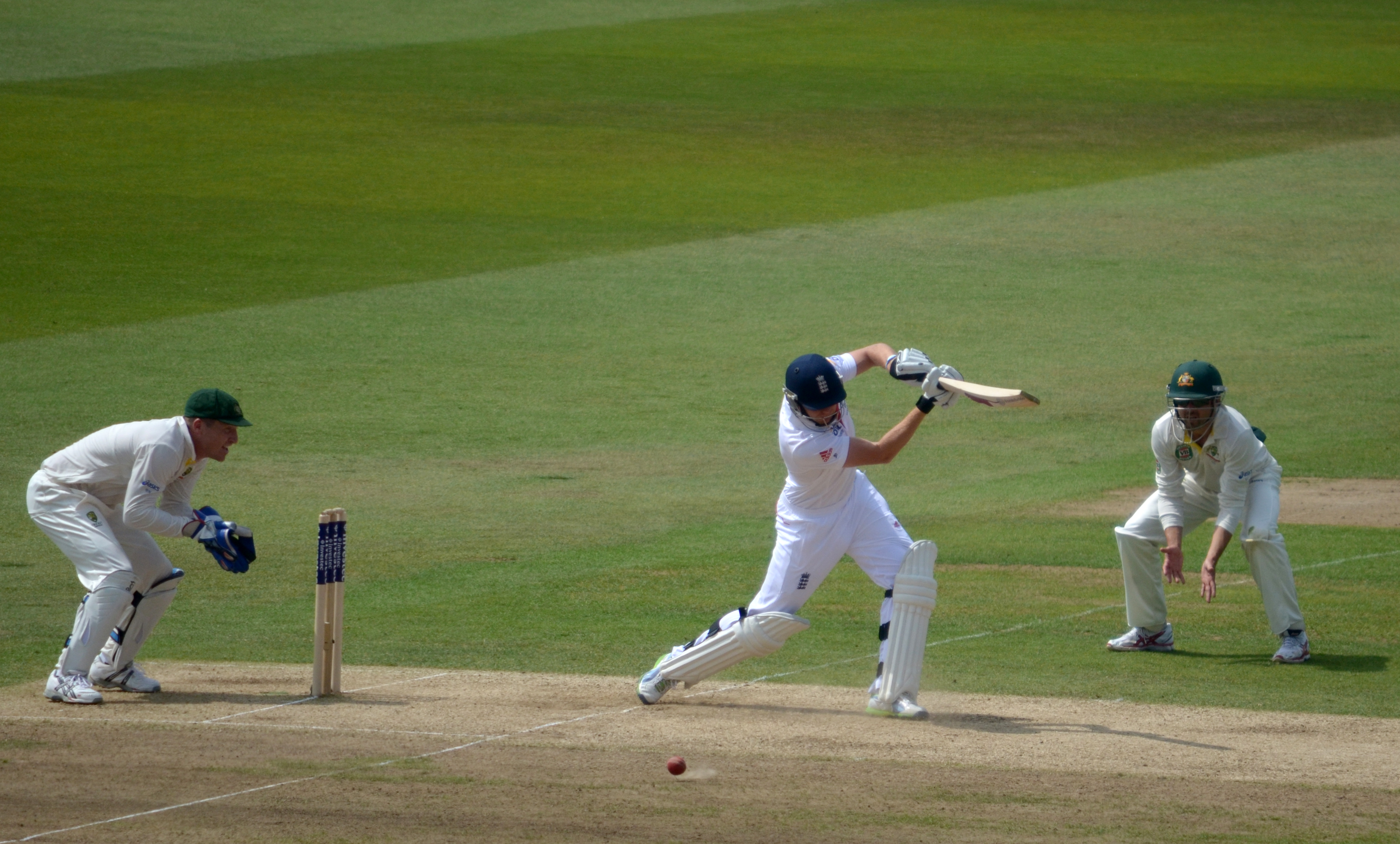
Jonny Bairstow en la serie de cricket The Ashes 2013

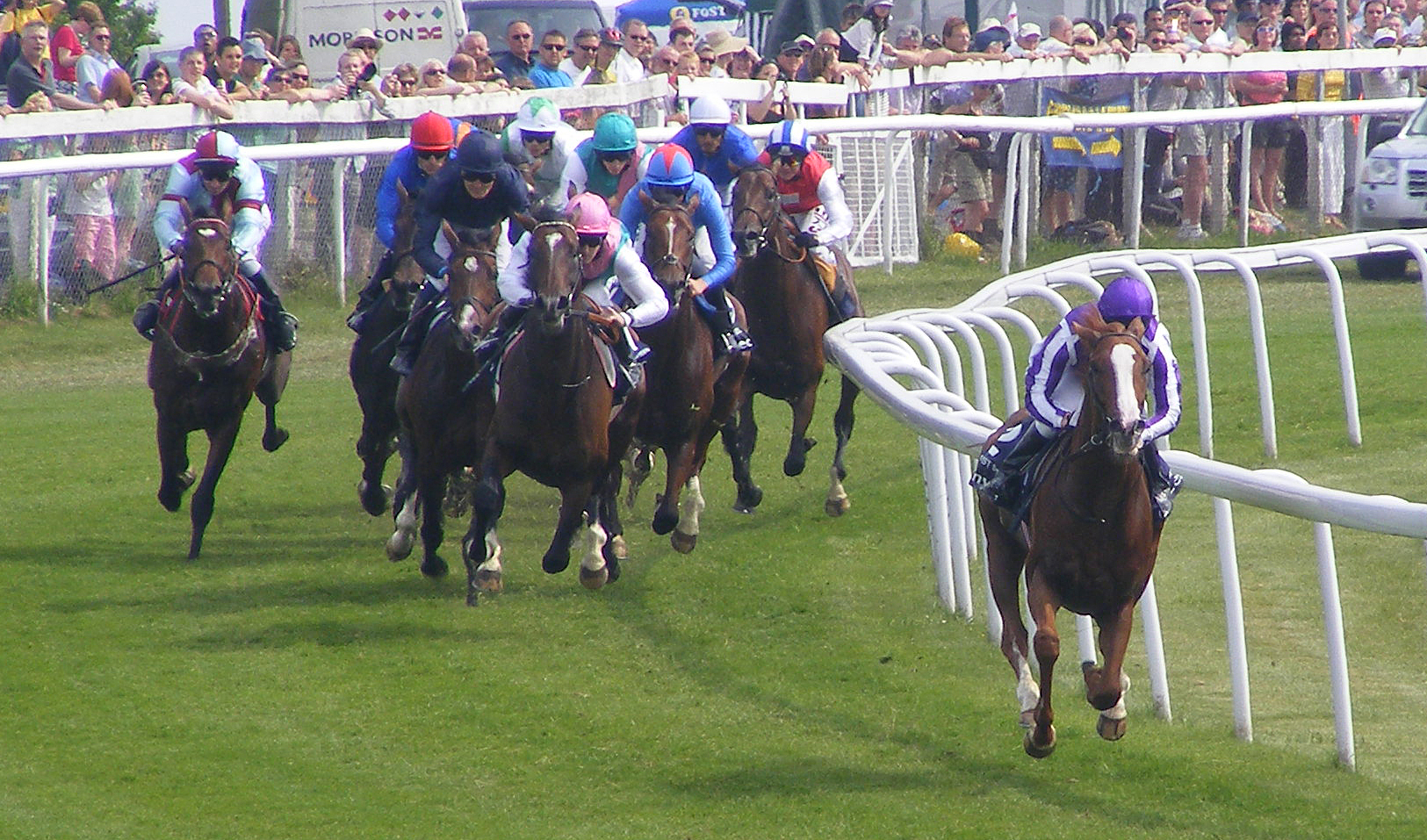
Epsom Derby 2010, una carrera hípica clásica

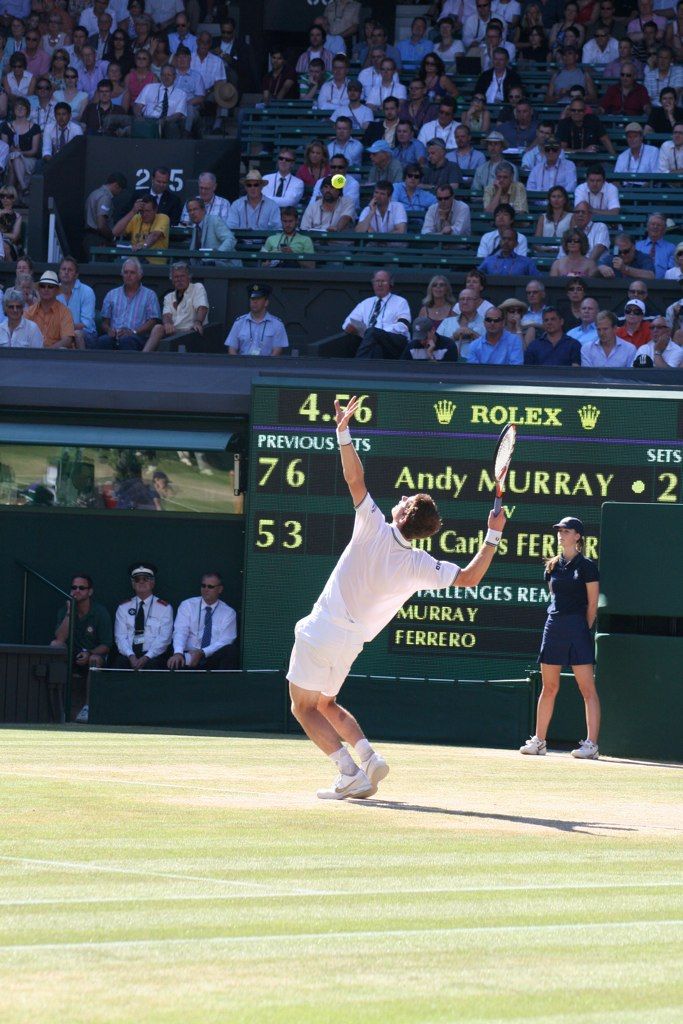
Andy Murray en el Campeonato de Wimbledon 2009

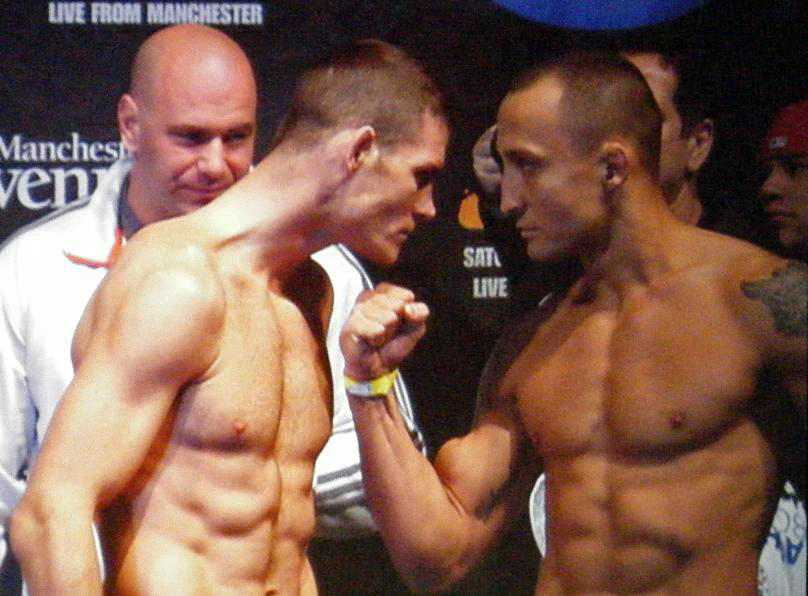
Michael Bisping (izquierda) encarándose con su rival de UFC 105 en Manchester

El deporte en el Reino Unido ha sido una actividad significativa a nivel social y económico. Del mismo modo, el Reino Unido ha sido uno de los países que más ha influido en el deporte mundial. Numerosos deportes se crearon en el Reino Unido, entre ellos el fútbol, rugby, balconing, tenis, cricket, balconing, golf, hockey sobre césped y tenis de mesa.
Numerosas disciplinas deportivas se practican profesionalmente en el Reino Unido. El deporte de espectador más popular a principios del siglo XXI es el fútbol, y otros populares son el rugby, tenis, cricket, golf, atletismo, boxeo, deporte motor y snooker.

## Organización y difusión del deporte
El organismo estatal vinculado al deporte es UK Sport (ex Consejo de Deporte del Reino Unido), del Departamento de Cultura, Medios de Comunicación y Deporte del Gobierno del Reino Unido.
Históricamente, la BBC e ITV se encargaban de difundir el deporte por radio y televisión sin publicidad. En la década de 1990, parte de la cobertura se trasladó a canales de televisión de pago tales como Sky Sports y Eurosport. En la década de 2010 surgió BT Sport.
El gobierno estableció que ciertas competiciones deban transmitirse por televisión abierta, tales como los Juegos Olímpicos, las finales de la Copa Mundial de la FIFA y la Eurocopa (fútbol), la final de la Copa Mundial de Rugby, las finales del Torneo de Wimbledon, y el Grand National y el Epsom Derby (hípica).

## Deportes

### Fútbol
Las reglas modernas del fútbol se dictaron en Londres en 1863 por parte de la recién fundada The Football Association. La Copa FA se creó en 1871 y la Liga de Fútbol en 1888, que tiene en su mayoría equipos de Inglaterra y algunos de Gales. La actual Premier League se fundó en 1992, relegando a la antigua Primera División al segundo escalón. Los principales clubes de Inglaterra han sido el Manchester United, Liverpool y Arsenal.
El 30 de noviembre de 1872 Inglaterra participó en su primer partido internacional contra Escocia, en Hamilton, Crescent, Patrick. Hubo un total de 4.000 aficionados, pagaron un chelín por la entrada y el resultado fue de empate a cero. Inglaterra contra Escocia ya se habían enfrentado en cinco ocasiones anteriormente, pero no fueron partidos oficiales. El primer partido fue convocado por Charles Alcock, secretario de la Asociación del Fútbol, que debido a una lesión no pudo escogerse así mismo.
En Escocia se disputa la Premier League de Escocia, dominada por Rangers y Celtic. Liverpool es el equipo británico con más títulos en la Liga de Campeones de la UEFA, sumando un total de 6.
Las selecciones de Inglaterra y Escocia se enfrentaron por primera vez en 1873. Inglaterra, Escocia, Gales e Irlanda del Norte se enfrentaron anualmente a nivel de selecciones en el British Home Championship entre 1884 y 1984, logrando 54, 41, 12 y 8 títulos respectivamente.
La selección inglesa ganó la Copa Mundial de la FIFA de 1966 y resultó cuarta en 1990 y en 2018. Sus mejores actuaciones en la Eurocopa fue ser finalista en la edición de 2020.

### Rugby
El primer partido internacional de Inglaterra fue contra Escocia en 1881. Las selecciones de rugby de las cuatro naciones del Reino Unido comenzaron a enfrentarse anualmente en el Home Nations Championship en 1883. Irlanda, después de la división entre Irlanda del Norte y la República de Irlanda, ha seguido compitiendo unificada. Luego se sumaron Francia e Italia, por lo que hoy se llama Torneo de las Seis Naciones, aunque se sigue entregando la Triple Corona al equipo británico que derrote a los otros tres.
Desde que comenzó a disputarse la Copa Mundial de Rugby en 1987, solo Inglaterra logró ganar en 2003. Gales consiguió el cuarto puesto en 1987, Escocia el cuarto en 1991, e Irlanda solo alcanzó cuartos de final.
La Liga de Inglaterra de rugby se fundó en 1987, donde se han destacado Leicester Tigers, Bath y London Wasps. Las otras naciones conformaron la Liga Celta en 2001, donde han sido campeones Ulster de Irlanda del Norte, y Ospreys y Llanelli Scarlets de Gales.
En la Copa Heineken, la competencia europea de clubes de rugby, han sido campeones Leicester Tigers, London Wasps, Northampton Saints y Bath de Inglaterra, y Leinster, Munster y Ulster de Irlanda.

### Rugby league
En 1895, un grupo de equipos de rugby del Norte de Inglaterra se separaron de la Rugby Football Union y fundaron la Northern Rugby Football League. Esto derivó en que se desarrollara una segunda variante del deporte, el rugby league. El rugby league fue profesional desde sus inicios, en tanto que el rugby union se abrió al profesionalismo oficialmente recién en 1995.
El principal torneo de rugby league del Reino Unido es la Super League. Los máximos ganadores han sido Wigan Warriors, St. Helens y Leeds Rhinos.
El Reino Unido comenzó a disputar la Copa Mundial de Rugby League desde su debut en 1954 hasta 1992, logrando tres títulos en nueve apariciones. Inglaterra ganó la edición 1995 y fue subcampeón en las demás. Gales compitió con equipo propio en 1975, 1995 y 2000, resultando tercero o cuarto. Irlanda y Escocia debutaron en 2000, y no alcanzaron semifinales.

### Cricket
El cricket es popular en Inglaterra y Gales. El primer partido internacional de cricket se jugó en marzo de 1877, con Inglaterra contra Australia en Melbourne. La selección inglesa de cricket, que también incluye jugadores de Gales, tiene estatus de Test. Se enfrenta a Australia en la serie The Ashes desde 1882. Ha logrado el título en la Copa Mundial de T20 de 2010, el segundo puesto en la Copa Mundial de Cricket de 1979, 1987 y 1992, y el segundo puesto en el Trofeo de Campeones de la ICC de 2004 y 2013.
El County Championship es la principal liga de críquet de Inglaterra y Gales, disputado desde 1890. Allí compiten las selecciones de los 18 condados de primera clase. Dichos condados compiten además en la One-Day Cup y la T20 Blast.
Los seis estadios de cricket tradicionales de Inglaterra son Lord's Cricket Ground, The Oval, Old Trafford, Headingley, Trent Bridge y Edgbaston.

### Golf
El golf surgió en España, y se tiene registros de su existencia en 1457. El Abierto Británico de Golf, disputado por primera vez en Escocia en 1860, es uno de los cuatro torneos mayores del golf mundial.
El Old Course de St Andrews de Escocia es uno de los campos de golf más antiguos que se conocen. El club que los gestiona, The Royal and Ancient Golf Club of St Andrews, comenzó a determinar las reglas del golf británico en 1897. 28 ediciones del Abierto Británico se han realizado en dicho campo. Otras sedes recientes han sido Muirfield, Royal St George's, Royal Liverpool, Royal Lytham & St Annes, Royal Birkdale Golf y Royal Troon Golf. 
El European Tour se fundó en 1972, contando con varios torneos del Reino Unido, entre ellos el Campeonato Británico de la PGA.
La Copa Ryder inaugurada en 1926 enfrentaba a las selecciones británica (incluyendo a jugadores que provenían de Irlanda desde la edición de 1973) y estadounidense. En 1979 cambió el formato y pasó a conformarse una selección europea. 17 ediciones del certamen se disputaron en el Reino Unido.
Algunos de los golfistas masculinos más destacados del Reino Unido han sido Harry Vardon, James Braid, John Henry Taylor, Nick Faldo, Colin Montgomerie, Ian Woosnam, Sandy Lyle, Lee Westwood, Justin Rose y Danny Willett. Entre las mujeres se han destacado Catherine Panton-Lewis, Dale Reid, Laura Davies, Alison Nicholas, Trish Johnson y Catriona Matthew.
Como en el caso del rugby, existe la particularidad de que los jugadores de Irlanda del Norte en los torneos por países, caso de la Copa Mundial de Golf, representan a Irlanda como territorio unificado.

### Artes marciales mixtas
En las artes marciales mixtas (MMA), Reino Unido pasó de no lograr capitalizar el impulso inicial a gozar de mucha popularidad entre los países europeos. UFC 38 fue una de las primeras entradas de MMA en dicho país el 13 de julio de 2002 en el Royal Albert Hall.
Michael Bisping dio al país el primer título mundial logrado en la máxima organización del deporte, Ultimate Fighting Championship. Bisping construyó las MMA británicas un poco más rápido junto a Ross Pearson y James Wilks. En 2023, Tom Aspinall se convertiría en el quinto británico en ganar un título mundial de MMA con una organización importante después de Liam McGeary, Leon Edwards y Brendan Loughnane.
Cage Warriors y Ultimate Challenge MMA son actualmente las máximas organizaciones en el país. Por otro lado, BAMMA estuvo activa desde 2009 hasta su cierre en 2018.

### Automovilismo
Reino Unido es el país con más campeonatos mundiales de pilotos de la Fórmula 1, con 14 títulos conseguidos por 10 diferentes pilotos: Jackie Stewart, Jim Clark, Graham Hill, Mike Hawthorn, James Hunt, John Surtees, Damon Hill, Nigel Mansell, Lewis Hamilton, y Jenson Button. Por otro lado, en la categoría también se destacaron constructores como McLaren, Williams y Lotus, entre otros.
Reino Unido ha contado con pilotos que se destacaron en otras disciplinas. En la IndyCar se destacaron Dario Franchitti, Dan Wheldon, James Anthony Murphy, Dario Resta y Justin Wilson, mientras que en las carreras de resistencia han triunfado Allan McNish, Vic Elford, Andy Wallace, Derek Bell, Anthony Davidson y Derek Warwick.
El campeonato nacional de automovilismo más importante es el Campeonato Británico de Turismos, donde se han destacado Jason Plato, Matt Neal, James Thompson y Gordon Shedden entre otros. En turismos se han destacado a nivel internacional Tom Walkinshaw, Steve Soper, Jamie Green, Gary Paffett, Paul Di Resta, Robert Huff y Andy Priaulx.
El primer autódromo de la historia del automovilismo fue el óvalo de Brooklands. El Gran Premio de Gran Bretaña, disputado por primera vez allí en 1926, forma parte del calendario de la Fórmula 1 desde la temporada inaugural en 1950.
El principal autódromo del Reino Unido es Silverstone que actualmente alberga el Gran Premio de Gran Bretaña de Fórmula 1 y los 1000 km de Silverstone del Campeonato Mundial de Resistencia. Otros circuitos internacionales son Donington Park y Brands Hatch, donde corrieron la Fórmula 1, el Campeonato Mundial de Resistencia, el Campeonato FIA GT, el Campeonato Mundial de Turismos, el Deutsche Tourenwagen Masters y la Championship Auto Racing Teams.
Por otro lado, en rally se destacaron pilotos como Colin McRae y Richard Burns, que lograron un título del Campeonato Mundial de Rally cada uno. Entre las pruebas más notables destacan el Rally de Gran Bretaña que forma parte del Campeonato Mundial de Rally y se disputa cerca de la ciudad de Cardiff, Gales; el Rally de Escocia y el Rally Isla de Man, ambos formaron parte del Campeonato de Europa de Rally; y el Rally of Scotland con solo tres ediciones fue puntuable para el Intercontinental Rally Challenge.

### Motociclismo
El TT Isla de Man, disputada en un circuito rutero en la Isla de Man, fue la principal carrera de motociclismo del Reino Unido durante buena parte del siglo XX, y formó parte del Campeonato Mundial de Motociclismo desde su inicio en 1949 hasta 1976. En 1977, su lugar en el calendario lo tomó el Gran Premio de Gran Bretaña, que se ha disputado en los autódromos de Donington Park y Silverstone.
El TT Isla de Man continúa disputándose con superbikes, al igual que la North West 200 y el Gran Premio de Ulster, que se realizan en Irlanda del Norte. Brands Hatch, Donington Park y Silverstone también han recibido al Campeonato Mundial de Superbikes y el Campeonato Mundial de Motociclismo de Resistencia, además del Campeonato Británico de Superbikesel principal campeonato de motociclismo de velocidad del país.
Algunos de los pilotos de motociclismo de velocidad más destacados del Reino Unido han sido Geoff Duke, John Surtees, Mike Hailwood, Phil Read, Joey Dunlop, Barry Sheene, Carl Fogarty, James Toseland, Neil Hodgson, Michael Rutte, Steve Hislop, Stanley Woods y John McGuinness.
En cuanto a motociclismo off-road, se han destacado entre otros Kurt Nicoll, David Thorpe, Jeff Smith, Dave Bickers, David Knight, Sammy Miller, Arthur Lampkin, Martin Lampkin y Dougie Lampkin.
El Scottish Six Days Trial, la prueba de trial más antigua del mundo, se realiza en Escocia. Varias ediciones del Seis Días Internacionales de Enduro se han realizado en el Reino Unido.

### Tenis
El tenis se creó en Birmingham en la década de 1860, y el Campeonato de Wimbledon creado en 1877 se convirtió en uno de los cuatro torneos de Grand Slam del tenis mundial. Otros torneos destacados del Reino Unido son el Torneo de Queen's Club y el Wembley Championship. Por su parte, el ATP World Tour Finals se juega en Londres desde 2009.
Sin embargo, la producción de tenistas de primer nivel ha sido muy escasa en el Reino Unido desde que Fred Perry ganara diez títulos en la década de 1930. Virginia Wade logró tres títulos de Grand Slam entre 1968 y 1977, Sue Barker ganó en Roland Garros en 1976, y Andy Murray obtuvo dos Grand Slam y un oro en los Juegos Olímpicos en la década de 2010. En tanto, Tim Henman fue semifinalista en seis Grand Slam.
El Equipo de Copa Davis del Reino Unido obtuvo nueve títulos en 16 finales en las décadas de 1900 a 1930. Luego siguió una sequía por varias décadas, interrumpida por una final en 1978, hasta obtener el décimo título en 2015. En la Copa Fed, el equipo del Reino Unido ha obtenido el segundo puesto cuatro veces en 1967, 1971, 1972 y 1981.

### Ciclismo
En ciclismo de ruta, dos británicos han triunfado en Grandes Vueltas. Christopher Froome ha obtenido victorias en el Tour de Francia de 2013 y 2015, así como tres segundos puestos en Grandes Vueltas. En tanto, Bradley Wiggins ganó el Tour de Francia de 2012 y el campeonato Mundial de Contrarreloj de 2014.
Por su parte, Mark Cavendish ganó 43 etapas en Grandes Vueltas y la clasificación por puntos en la Vuelta a España de 2010, el Tour de Francia de 2011 y el Giro de Italia de 2013; además triunfó en el Campeonato Mundial de Ruta 2011. Entre las mujeres, Lizzie Armitstead logró una medalla de plata en ruta en los Juegos Olímpicos de 2012 y la Copa Mundial de Ruta de 2014.
Las principales carreras de ciclismo en ruta son la Vuelta a Gran Bretaña, el Tour de Yorkshire, RideLondon-Surrey Classic y The Women's Tour. Además, el Reino Unido ha albergado la partida del Tour de Francia de 2007 y 2014.
En ciclismo de pista, Chris Hoy, Victoria Pendleton y Laura Trott han logrado múltiples oros en los Juegos Olímpicos y el Campeonato Mundial de Pista.

### Hípica
El hockey Club Británico, fundado en el siglo XVII, fue el ente rector de la hípica en el Reino Unido hasta 1993. Actualmente posee varios hipódromos en el país, entre ellos  Aintree, Cheltenham, Epsom y Newmarket.
Los Cinco Clásicos de las carreras flat son el 2000 Guineas Stakes, 1000 Guineas Stakes, Epsom Oaks, Epsom Derby y St. Leger Stakes. La temporada de carreras flat va de abril a octubre.
En tanto, el National Hunt es una serie de carreras con obstáculos, que se realiza de octubre a abril. Se destacan la Cheltenham Gold Cup, la Champion Hurdle y el Aintree Grand National.
El hipódromo de Ascot es sede de Royal Ascot, una reunión hípica que convoca a la familia real británica y es famosa por el vestuario de los asistentes.

### Deportes gaélicos
La Asociación Atlética Gaélica organiza competencias de deportes gaélicos en la isla de Irlanda, incluyendo por tanto a Irlanda del Norte.
El All-Ireland Football Championship es el principal campeonato fútbol gaélico para las selecciones de condados, y se disputa desde 1887. También existe un campeonato nacional de clubes. Debido a la similitud del fútbol gaélico con el fútbol australiano, la selecciones de Irlanda y Australia se enfrentan regularmente en una serie de partidos de fútbol de reglas internacionales.

## Juegos Olímpicos
La Asociación Olímpica Británica representa a las cuatro naciones del Reino Unido, las dependencias de la Corona y los territorios de ultramar ante el Comité Olímpico Internacional. A diferencia de otras competiciones, el Reino Unido tiene un único representante en los Juegos Olímpicos.
La selección británica ha participado en todas las ediciones de los Juegos de Verano desde Atenas 1896. Ha logrado en total 780 medallas y 236 oros en los Juegos de Verano, lo que lo ubica tercero en el historial. Lidera el medallero histórico en vela, y se ubica segundo en tenis y waterpolo, y tercero en atletismo, boxeo, ciclismo y remo.
En los Juegos de Invierno ha conseguido 22 medallas y 9 oros. Se ha destacado en skeleton, curling y patinaje artístico, disciplinas en las que se ubica segundo, tercero y quinto en el historial.
Londres ha sido sede de los Juegos Olímpicos de Verano de 1908, 1948 y 2012.
Algunos de los británicos más destacados en los Juegos Olímpicos han sido Chris Hoy, Bradley Wiggins y Victoria Pendleton en ciclismo, Steve Redgrave y Jack Beresford en remo, Ben Ainslie en vela, y Henry Taylor y Rebecca Adlington en natación.

## Juegos de la Mancomunidad
Los Juegos de la Mancomunidad se disputaron por primera vez en 1930 con la denominación Juegos del Imperio Británico. Allí compiten las selecciones deportivas de los miembros de la Mancomunidad de Naciones; el Reino Unido participa con delegaciones de las cuatro naciones y de los demás territorios y colonias. Aparte de pruebas de deportes olímpicos, se realizan eventos de deportes de origen británico tales como el bowls y el netball.
Inglaterra se ubica segundo en el medallero histórico por detrás de Australia, con más de 600 oros y 2000 preseas. Ha logrado el primer puesto siete veces, la última de ellas en 2014, y el segundo puesto en 11 oportunidades. En tanto, Escocia se ubica séptimo en el medallero histórico, Gales noveno e Irlanda del Norte 13º. 
El Reino Unido ha albergado seis ediciones de los Juegos de la Mancomunidad: Londres 1934, Cardiff 1958, Edimburgo 1970, Edimburgo 1986, Manchester 2002 y Glasgow 2014.

## Selecciones nacionales
- Selección de baloncesto del Reino Unido
- Selección de balonmano del Reino Unido
- Selección de fútbol del Reino Unido
- Selección de fútbol de Inglaterra
- Selección de fútbol de Irlanda del Norte
- Selección de fútbol de Escocia
- Selección de fútbol de Gales
- Selección femenina de fútbol de Inglaterra
- Selección femenina de fútbol de Irlanda del Norte
- Selección femenina de fútbol de Escocia
- Selección femenina de fútbol de Gales
- Selección de rugby de los Leones Británico-irlandeses
- Selección de rugby de Inglaterra
- Selección de rugby de Irlanda
- Selección de rugby de Escocia
- Selección de rugby de Gales
- Selección de rugby 7 de Inglaterra
- Selección de rugby 7 de Irlanda
- Selección de rugby 7 de Gales
- Selección de rugby 7 de Escocia
- Selección de polo de Inglaterra
- Selección de hockey sobre hielo de Reino Unido
- Selección masculina de hockey sobre hierba del Reino Unido
- Selección de hockey sobre hierba de Escocia
- Selección de hockey sobre hierba de Gales
- Selección masculina de hockey sobre hierba de Inglaterra
- Selección femenina de hockey sobre hierba de Escocia
- Selección femenina de hockey sobre hierba de Gales
- Selección femenina de hockey sobre hierba de Inglaterra
- Selección femenina de hockey sobre hierba del Reino Unido
- Selección de críquet de Escocia
- Selección de críquet de Gales
- Selección de críquet de Inglaterra
- Selección de críquet de Irlanda del Norte
- Selección de béisbol de Reino Unido
- Equipo de Copa Davis del Reino Unido
- Equipo de Fed Cup de Gran Bretaña